# Tanjung Marulak (Padang Bolak)
Tanjung Marulak is een bestuurslaag in het regentschap Padang Lawas Utara van de provincie Noord-Sumatra, Indonesië. Tanjung Marulak telt 392 inwoners (volkstelling 2010).